# Bernabé Ruiz de Henares
Bernabé Ruiz de Henares y Álvarez (Churriana de la Vega, 1809-Granada, 1878) fue un compositor y organista español.

## Biografía
Nació en la localidad española de Churriana de la Vega en 1809. Se dedicó a la enseñanza y en 1865 era el organista primero de la catedral de Granada. Fue, asimismo, compositor, autor sobre todo de música religiosa. Falleció en Granada en 1878. Según Francisco Cuenca Benet, fue un «ilustre músico y organista que sobresalió en el conocimiento de la técnica armónica y contrapuntística».